# Were We Where We Were
Were We Where We Were (englisch für „Waren wir, wo wir waren“) ist ein Jazzalbum des Michael Formanek Drome Trio. Die im Dezember 2020 im Sound On Sound Studio, Montclair, New Jersey entstandenen Aufnahmen erschienen am 18. März 2022 auf Formaneks Label Circular File Records.

## Hintergrund
Der Bassist Michael Formanek nahm das Album mit dem Saxophonisten Chet Doxas und dem Schlagzeuger Vinnie Sperrazza auf, die das Drome Trio bilden. Formanek hatte zuvor infolge der COVID-19-Pandemie seinen Fokus auf „das Komponieren verlagert, um mich auch in Situationen zu versetzen, die mich herausforderten und interessierten“, äußerte er in einem Gespräch mit Ted Panken für JazzTimes. „Irgendetwas passiert bei einem Projekt, und ich konzentriere mich auf dieses Ding und es wird dann das nächste, oder ich mache einen sauberen Bruch und beginne mit einer anderen Instrumentierung und mache Platten mit Leuten, die mich eher dazu aufrufen, zur Musik beizutragen, als nur hereinzukommen und alles andere zu unterstützen. Ich versuche, meinen eigenen Bottich voller Verrücktheit zu finden, aus dem ich Material herausholen kann.“ Die Komposition „Tattarrattat“ schrieb Formanek mit Unterstützung des Jazz Coalition Commission Grant im August 2020.
Das Drome Trio probte die Musik während des Lockdowns infolge der Pandemie von 2020 im Freien und nahm sie dann Anfang Dezember 2020 im Studio auf. Die Kompositionen basieren auf einer Reihe musikalischer Palindrome, die als grafische Partituren begannen und dann in konventionelle Musiknotation uminterpretiert wurden.

## Titelliste
- Michael Formanek Drome Trio: Were We Where We Were (Circular File Records CFCD 2922002202)[3]

1. Tattarrattat - (Formanek) 27:00
2. Never Odd or Even (Formanek) 12:10
3. Is It What It Is (Formanek) 6:28
4. Tattarrattat (Vinyl Version) (Formanek) 19:22

Die Kompositionen stammen von Michael Formanek.

## Rezeption

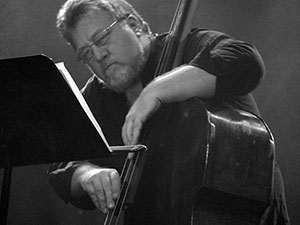
Michael Formanek (2014)

Nate Chinen schrieb in Take Five (WBGO), etwa ein Jahr nach dem Ausbruch der COVID-19-Pandemie in den Vereinigten Staaten erstellte Formanek im Auftrag der Jazz Coalition eine Reihe musikalischer Palindrome, „inspiriert von den Veränderungen meiner eigenen Zeitwahrnehmung“ während der Quarantäne im Jahr 2020. Sein Album Were We Where We Were fange das Endprodukt dieser Phase ein – ausgeführt vom Drome Trio in einer Weise, die die schematischen Elemente des Komponierens naturalisiere, so dass man es kaum bemerken würde. Die Komposition „Tattarrattat“, die das Album eröffnet und schließt, sei emblematisch: In dieser Musik stecke sowohl Muskelkraft als auch Köpfchen, und es gebe kaum einen Moment, in dem sich die Musiker auch nur annähernd uneins fühlen würden.
Ken Waxman schrieb im The Whole Note, der New Yorker Bassist Michael Formanek habe das Beste aus [der Situation mit] einer neuen Trio-Konfiguration gemacht und seine beiden Kollegen dazu aufgerufen, vier seiner ausgedehnten Kompositionen gekonnt zu interpretieren. Das Vermeiden von Gleichförmigkeit sei das Ergebnis geschickter Arrangements Formaneks, der im Laufe der Jahre in vielen Ensembles unterschiedlicher Größe sowohl komponiert als auch gespielt habe. Jeder Track enthalte das eine oder andere Holzblasinstrument von Doxas.
Mit einem Spektrum, das süße Glissandi, schlürfende Vibrationen und fragmentierte Split-Töne umfasse, trage Doxas’ engagierter Individualismus dazu bei, die Kompositionen hervorzuheben. Diese und andere entwickeln sich linear und bestätigen die [Tragfähigkeit] der hochwertigen musikalischen Konzepte Formaneks.